# USS O’Bannon (DD-450)
USS O’Bannon (DD-450) – amerykański niszczyciel typu Fletcher, służący w United States Navy w czasie II wojny światowej.
"O’Bannon” był drugim okrętem Marynarki noszącym nazwę upamiętniającą kapitana marynarki Presleya O’Bannon'a (1776–1850).
Stępkę okrętu położono 3 marca 1941 w stoczni Bath Iron Works Corp. w Bath w stanie Maine. Zwodowano go 19 lutego 1942; matką chrzestną okrętu była pani E. F. Kennedy, potomkini kapitana O’Bannon'a. Okręt oddano do służby 26 czerwca 1942 roku, z komandorem porucznikiem Edwinem R. Wilkinsonem jako dowódcą.
Brał aktywny udział zwłaszcza w kampanii w archipelagu Wysp Salomona, w tym w I bitwie pod Guadalcanalem (1942), bitwie w zatoce Kula (1943), bitwie pod Kolombangarą (1943) i bitwie pod Vella Lavella (1943), później m.in. w bitwie o Leyte (1944).